# 鼻涙管閉塞
鼻涙管閉塞（びるいかんへいそく、Nasolacrimal duct obstruction）は、鼻涙管の閉塞であり、先天性のものと後天性のものがある。鼻涙管閉塞によって、流涙症と呼ばれる涙の過剰な流出を引き起こす。

## 症状
過度の流涙は鼻涙管閉塞症の最も一般的な訴えであり、急性ないし慢性の感染症が続く。鼻の横の痛みは涙嚢炎を示唆する。
後天性の鼻涙管閉塞は年齢が高くなるにつれて多くみられ、男性よりも女性に多い。

## 原因

### 先天性
先天性鼻涙管閉塞は、涙管が開かなかった場合に起こる。およそ 6% の児に先天性鼻涙管閉塞がみられ、泣いていないときでも涙目が持続する。二次感染を起こすと、膿性の分泌物がみられることがある。およそ96%が1歳までに自然治癒する。

## 診断
色素消失試験でスクリーニングしてから涙管通水検査で評価することで、効率的に検査できる。

### 色素消失試験
色素消失試験は、特に片側性の鼻涙管閉塞症の診断に有用である。小児でも深い鎮静無しに実施できる。検査者はフルオレセインを両眼の結膜円蓋に注入し、涙液を観察する。5分間に渡って染料が残存した場合、残存した側の鼻涙管閉塞を示唆する。

### 涙管通水検査

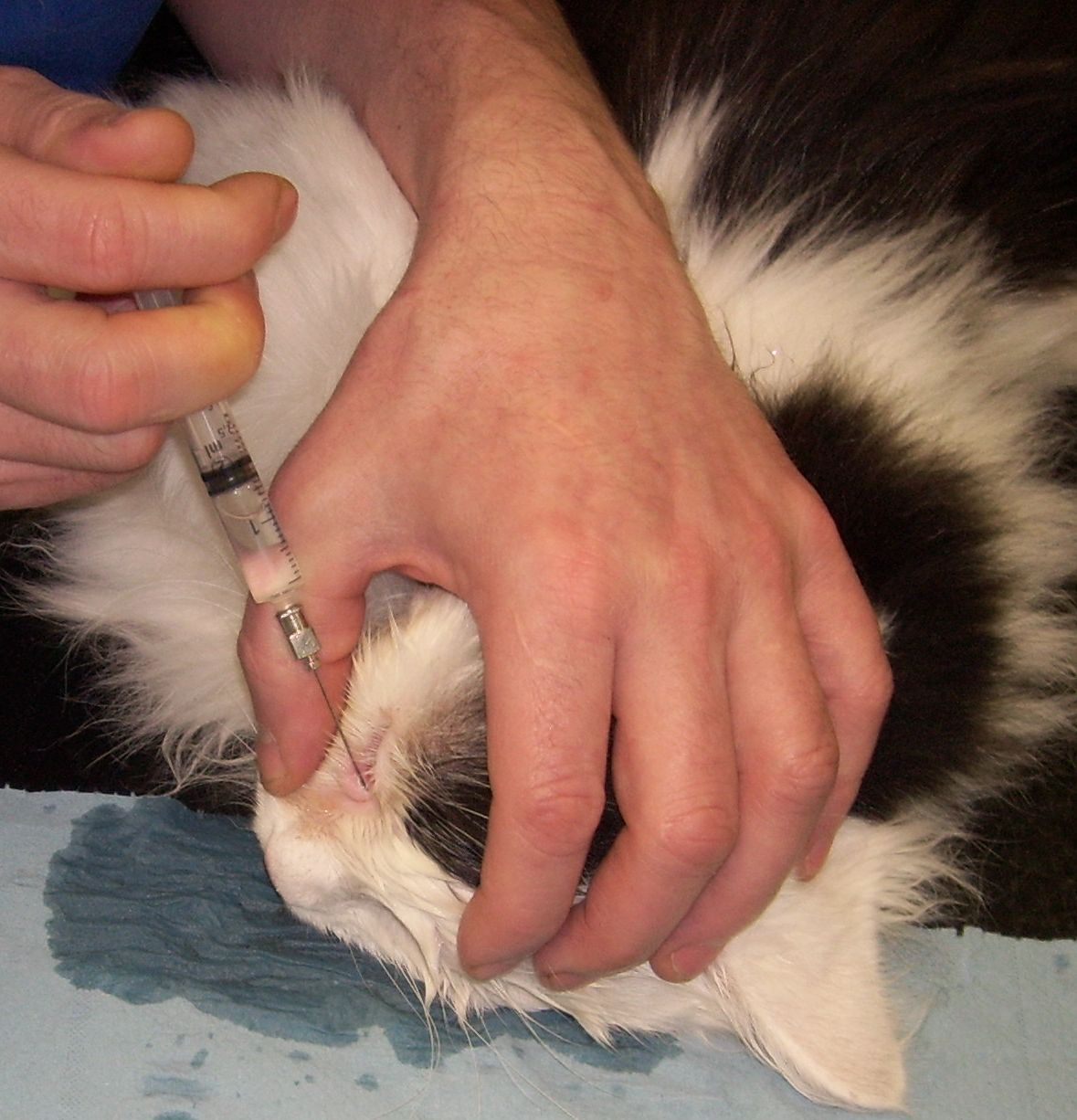
Flushing the nasolacrimal duct in a cat.

涙管通水検査では、灌流カニューレを涙点に通し、涙小管を通って涙嚢まで進める。その後、透明な水または生理食塩水をカニューレを通して灌流する。液体が反対側の涙小管から逆流することなく鼻の中を通過すれば、鼻涙管は開通している。液体が通過せず、すべてどちらかの涙点から戻ってくる場合は、鼻涙管閉塞がある。

## 治療

### 保存的治療
先天性鼻涙管閉塞の場合、ほとんどの症例は保存的治療で自然治癒する。結膜炎を起こした場合のみ抗菌薬を投与する。涙嚢マッサージが治癒率を高めるという報告もある。マッサージの目的は、閉塞を解除するのに十分な静水圧を発生させることである。分泌物や痂皮がある場合は、生理食塩水で瞼を優しく洗浄する。

### 先天性鼻涙管閉塞開放術
先天性鼻涙管閉塞の場合、生後12か月時点でも症状がある場合や、症状が重篤な場合、感染を反復する場合には眼科医への紹介が必要である。先天性鼻涙管閉塞開放術（プロービング）は、生後4～8か月に対しては診察室で、年長の患者には全身麻酔下で手術室で、行われることが多い。先天性鼻涙管閉塞開放術の成功率は年少児の方が高い。涙道の開存性を維持するため、先天性鼻涙管閉塞開放術と同時にシリコンチューブやステントを使用することもある。システマティックレビューによると、片側性鼻涙管閉塞の小児では、先天性鼻涙管閉塞開放術を即時に行った場合の方が、待機的に行った場合よりも治療の成功率が高かった。